# Conrad in Quest of His Youth
Conrad in Quest of His Youth è un film muto del 1920 diretto da William C. de Mille. La sceneggiatura di Olga Printzlau si basa su Quest of His Youth, romanzo di Leonard Merrick pubblicato a Londra nel 1903.

## Trama
Tornato a casa dopo aver combattuto nelle guerre indiane, Conrad Warrener si sente ormai un vecchio. Nostalgico dei vecchi tempi, cerca di ritrovare le emozioni e i sentimenti della sua gioventù nella casa della sua infanzia coinvolgendo anche i suoi tre cugini, Nina, Gina e Ted. Ma i tre non amano quella sua ossessiva ricerca del tempo perduto e non vogliono collaborare con lui. Conrad, allora, parte per l'Italia, dove va a visitare Adaile, un'affascinante signora che ha conosciuto anni prima. Ma, prima dell'incontro, Conrad si addormenta e lei, irritata per quello che reputa un comportamento offensivo e per niente gentile, se ne va via. Lui, scoraggiato, ritorna in Inghilterra. In una piccola città, conosce Rosalind, una ragazza che lavora come chorus girl e che si trova lì, bloccata con la sua compagnia teatrale. Conrad si innamora di lei e vuole sapere qualcosa del suo passato. Ma lei gli risponde che dovrà andare a consultare la contessa di Darlington. Conrad si reca al maniero della contessa dove apprende che Rosalind e la contessa sono la stessa persona. Adesso, finalmente, Conrad ritrova la sua giovinezza con l'amore per lady Darlington.

## Produzione
Il film fu prodotto dalla Paramount Pictures.

## Distribuzione
Il copyright del film, richiesto dalla Famous Players-Lasky Corp., fu registrato l'8 novembre 1920 con il numero LP15788.
Negli Stati Uniti, il film - presentato da Jesse L. Lasky - fu distribuito dalla Paramount Pictures (come Famous Players-Lasky Corporation) il 7 novembre 1920. In Francia, fu presentato con il titolo La Montée du passé.
Copia completa della pellicola si trova conservata negli archivi della Library of Congress di Washington, dell'UCLA Film And Television Archive di Los Angeles, del George Eastman House di Rochester, del BFI/National Film And Television Archive di Londra.
La pellicola, masterizzata e riversata su DVD, fu distribuita nel 2014 dalla Grapevine Video (versione in 76 minuti) e dall'Alpha Video (versione in 77 minuti).